# Nebo (Bíblia)
Nebo é um topónimo biblico, com três  significados :
1) Um dos montes mais elevados da região montanhosa de ABARIM, na terra de Moabe, de onde Moisés, antes de morrer, pôde ver a terra de Canaã, (Deuteronômio 32.49; 34.1-6). 
2) Cidade de Moabe próxima do monte Nebo (Jr 48.1). 
3) Nabu, deus babilônico, (Isaias 46.1).